# Andrzej Sławiński
Andrzej Sławiński (ur. 31 lipca 1951 w Warszawie) – polski ekonomista, profesor nauk ekonomicznych, członek Rady Polityki Pieniężnej w latach 2004–2010.

## Życiorys
W 1973 ukończył studia w Szkole Głównej Planowania i Statystyki w Warszawie. Studia doktorskie w SGPiS odbył w latach 1974–1978. W 1979 został pracownikiem naukowym tej uczelni, w tym samym roku obronił doktorat z zakresu finansów międzynarodowych. Był stypendystą London School of Economics i Carleton University (1990–1992). W 1993 uzyskał stopień naukowy doktora habilitowanego na podstawie pracy Polityka stabilizacyjna w krajach wschodzących. W 1996 otrzymał tytuł naukowy profesora. Członek Collegium Invisibile.
Powoływany w skład Komitetu Nauk Ekonomicznych Polskiej Akademii Nauk. Autor licznych zagranicznych i krajowych publikacji. W latach 80. zajmował się problematyką wdrażania programów stabilizacyjnych Międzynarodowego Funduszu Walutowego, w kolejnych latach kwestią banków centralnych, funkcjonowaniem rynków instrumentów pochodnych i kryzysów walutowych w krajach wschodzących. Trzykrotnie jego książki zostały wyróżnione nagrodą MEN: Polityka stabilizacyjna a bilans płatniczy (1992), Operacje otwartego rynku (1995), Kryzysy walutowe (2001).
Był członkiem Rady Polityki Pieniężnej II kadencji (2004–2010). W 2010 został dyrektorem Instytutu Ekonomicznego Narodowego Banku Polskiego. Od marca 2017 do stycznia 2018 był dyrektorem Departamentu Badań Ekonomicznych NBP. W 2019 został członkiem Rady Doskonałości Naukowej I kadencji.

## Odznaczenia i wyróżnienia
W 2010 otrzymał odznakę honorową „Za zasługi dla bankowości Rzeczypospolitej Polskiej”, a w 2016 Medal Mikołaja Kopernika Związku Banków Polskich.